# Clovia lineolata
Clovia lineolata is een halfvleugelig insect uit de familie Aphrophoridae. De wetenschappelijke naam van deze soort is voor het eerst geldig gepubliceerd in 1922 door Lallemand.